# The Voice UK
The Voice UK é um talent show britânico que estreou em 24 de março de 2012 na rede de televisão BBC One. Baseado na competição de canto The Voice of Holland, a série foi criada pelo produtor de televisão holandês John de Mol e faz parte da comunidade internacional "The Voice" séries. É produzido pela Shed Media, produtora da companhia Wall to Wall.

## Resumo
A BBC adquiriu os direitos do programa após uma acirrada disputa com a ITV, pagando 22 milhões de libras por dois anos de exibição. Na mesma data de estreia da primeira temporada do The Voice UK, estreou na ITV a sexta temporada do programa Britain's Got Talent, o que para muitos foi uma tentativa de iniciar uma guerra pela audiência no Reino Unido. Certo tempo depois, a ITV comprou da BBC os direitos para a exibição do programa.
O programa já teve seis temporadas (sendo cinco na BBC e uma na ITV) e a sétima temporada está atualmente em exibição. O vencedor recebe o prêmio de 100 mil libras e um contrato com a Universal Republic Records.

### Formato
A série consiste em quatro fases: um teste cego, uma fase de batalha, uma fase de nocautes e shows ao vivo. Quatro técnicos, todos artistas notáveis, escolhem as equipes de concorrentes por meio de um processo de audição cega, que só ocorre após uma fase prévia com os produtores do programa, não televisionada. Cada técnico tem o tempo da performance do competidor (cerca de um minuto) para decidir se ele ou ela quer o competidor em sua equipe, se existirem dois ou mais juízes que queiram o mesmo cantor (como acontece frequentemente), o competidor tem a escolha final sobre o treinador.
Cada equipe de cantores é orientada e desenvolvida pelo seu treinador respectivo. Na segunda etapa, chamada de fase de batalha, os treinadores formam duplas de membros de sua equipe para uma batalha musical, os adversários cantam a mesma canção em conjunto e o treinador escolhe qual membro da equipe avançará para a fase de nocautes. Nessa etapa, cada artista canta sua canção individualmente, mas apenas um em cada três avança para os shows ao vivo, onde um membro de cada equipe é eliminado semanalmente até restarem apenas quatro finalistas, cada um de uma equipe diferente.
A partir da segunda temporada foi introduzida uma nova forma de salvar um participante: o steal (roubo, em português). O steal acontece quando um ou mais técnicos querem um participante de outro técnico que tenha sido derrotado na fase de batalhas. Se apenas um técnico roubar o artista, ele passa a fazer parte de um novo time automaticamente. Se dois ou três técnicos acionarem o steal, quem escolhe para qual time vai é o candidato.

### Escolha dos Técnicos
O primeiro artista confirmado como técnico do The Voice UK foi a cantora pop Jessie J, em 4 de outubro de 2011. No mesmo mês, especulou-se que o rapper americano will.i.am também seria técnico do programa, o que acabou se confirmando no dia 2 de dezembro. Poucos dias depois, o painel de técnicos foi completo com o cantor galês Sir Tom Jones, além do vocalista da banda The Script, o irlandês Danny O'Donoghue.
Em julho de 2013, Jessie J anunciou sua saída do show após duas temporadas. A cantora alegou que pretende se dedicar a divulgação e turnê do seu novo álbum e disse que pode voltar ao programa em temporadas futuras. Pouco tempo depois, Danny O'Donoghue seguiu o mesmo caminho e anunciou sua saída do programa para dedicar-se ao que ele chamou de "momento mais importante da carreira" da banda The Script.

### Linha do tempo dos técnicos
|  | will.i.am                  |
|  | Tom Jones                  |
|  | Danny O'Donoghue           |
|  | Jessie J                   |
|  | Ricky Wilson               |
|  | Kylie Minogue              |
|  | Rita Ora                   |
|  | Boy George                 |
|  | Paloma Faith               |
|  | Jennifer Hudson            |
|  | Gavin Rossdale             |
|  | Olly Murs                  |
|  | Meghan Trainor             |
|  | Anne-Marie                 |
|  | LeAnn Rimes                |
|  | Tom Fletcher & Danny Jones |

## Sumário
Legenda de cores
| Time Will Time Tom Time Danny Time Jessie Time Ricky | Time Kylie Time Rita Time George Time Paloma Time Jennifer | Time Gavin Time Olly Time Meghan Time Anne-Marie |

| T  | Ano  | Vencedor(a)      | Outro(s) finalista(s) | Outro(s) finalista(s) | Outro(s) finalista(s) | Técnico vencedor | Apresentador(es)              | Emissora |
| -- | ---- | ---------------- | --------------------- | --------------------- | --------------------- | ---------------- | ----------------------------- | -------- |
| 1  | 2012 | Leanne Mitchell  | Bo Bruce              | Tyler James           | Vince Kidd            | Tom Jones        | Holly Willoughby Reggie Yates | BBC One  |
| 2  | 2013 | Andrea Begley    | Leah McFall           | Mike Ward             | Matt Henry            | Danny O'Donoghue | Holly Willoughby Reggie Yates | BBC One  |
| 3  | 2014 | Jermain Jackman  | Christina Marie       | Sally Barker          | Jamie Johnson         | will.i.am        | Emma Willis Marvin Humes      | BBC One  |
| 4  | 2015 | Stevie McCrorie  | Lucy O'Byrne          | Emmanuel Nwamadi      | Sasha Simone          | Ricky Wilson     | Emma Willis Marvin Humes      | BBC One  |
| 5  | 2016 | Kevin Simm       | Jolan                 | Cody Frost            | Lydia Lucy            | Ricky Wilson     | Emma Willis Marvin Humes      | BBC One  |
| 6  | 2017 | Mo Adeniran      | Into The Ark          | Jamie Miller          | Michelle John         | Jennifer Hudson  | Emma Willis                   | ITV      |
| 7  | 2018 | Ruti Olajugbagbe | Donel Mangena         | Belle Voci            | Lauren Bannon         | Tom Jones        | Emma Willis                   | ITV      |
| 8  | 2019 | Molly Hocking    | Deana Walmsley        | Jimmy Balito          | Bethzienna Williams   | Olly Murs        | Emma Willis                   | ITV      |
| 9  | 2020 | Blessing Chitapa | Jonny Brooks          | Brooke Scullion       | Gevanni Hutton        | Olly Murs        | Emma Willis                   | ITV      |
| 10 | 2021 | Craig Eddie      | Grace Holden          | Hannah Williams       | Okulaja               | Anne-Marie       | Emma Willis                   | ITV      |
| 11 | 2022 | Anthonia Edwards | David Adeogun         | Mark Howard           | Naomi Johnson         | Tom Jones        | Emma Willis                   | ITV      |
| 12 | 2023 | Jen & Liv        | Hope Winter           | Jolie Stevens         | Callum Doignie        | will.i.am        | Emma Willis                   | ITV      |